# Lettonia ai XXIII Giochi olimpici invernali
La Lettonia ha partecipato ai XXIII Giochi olimpici invernali, che si sono svolti dal 9 al 28 febbraio 2018 a PyeongChang in Corea del Sud, con una delegazione composta da 34 atleti più una riserva nel bob. Portabandiera della squadra nel corso della cerimonia di apertura è stato il bobbista Daumants Dreiškens, medaglia d'argento a Soči 2014 nel bob a quattro.

## Medaglie
| Riepilogo quotidiano | Riepilogo quotidiano | Riepilogo quotidiano | Riepilogo quotidiano | Riepilogo quotidiano | Riepilogo quotidiano |
| -------------------- | -------------------- | -------------------- | -------------------- | -------------------- | -------------------- |
| Giorno               | Data                 |                      |                      |                      | Totale               |
| 1º                   | 10                   | 0                    | 0                    | 0                    | 0                    |
| 2º                   | 11                   | 0                    | 0                    | 0                    | 0                    |
| 3º                   | 12                   | 0                    | 0                    | 0                    | 0                    |
| 4º                   | 13                   | 0                    | 0                    | 0                    | 0                    |
| 5º                   | 14                   | 0                    | 0                    | 0                    | 0                    |
| 6º                   | 15                   | 0                    | 0                    | 0                    | 0                    |
| 7º                   | 16                   | 0                    | 0                    | 0                    | 0                    |
| 8º                   | 17                   | 0                    | 0                    | 0                    | 0                    |
| 9º                   | 18                   | 0                    | 0                    | 0                    | 0                    |
| 10º                  | 19                   | 0                    | 0                    | 1                    | 1                    |
| 11º                  | 20                   | 0                    | 0                    | 0                    | 0                    |
| 12º                  | 21                   | 0                    | 0                    | 0                    | 0                    |
| 13º                  | 22                   | 0                    | 0                    | 0                    | 0                    |
| 14º                  | 23                   | 0                    | 0                    | 0                    | 0                    |
| 15º                  | 24                   | 0                    | 0                    | 0                    | 0                    |
| 16º                  | 25                   | 0                    | 0                    | 0                    | 0                    |
| Totale               | Totale               | 0                    | 0                    | 1                    | 1                    |

### Medagliere per discipline
| Sport  | Oro | Argento | Bronzo | Totale |
| ------ | --- | ------- | ------ | ------ |
| Bob    | 0   | 0       | 1      | 1      |
| Totale | 0   | 0       | 1      | 1      |

### Medaglie di bronzo
| Medaglia | Nome                            | Sport | Evento             |
| -------- | ------------------------------- | ----- | ------------------ |
| Bronzo   | Oskars Melbārdis, Jānis Strenga | Bob   | Bob a due maschile |

## Biathlon

### Maschile
La Lettonia ha diritto a schierare 2 atleti in seguito ad aver terminato tra la ventunesima e la ventiduesima posizione del ranking maschile per nazioni della Coppa del Mondo di biathlon 2017.
| Gara                    | Atleta               | Penalità    | Tempo d'arrivo | Posizione |
| ----------------------- | -------------------- | ----------- | -------------- | --------- |
| 10 km sprint            | Oskars Muižnieks     | 2 (1+1)     | 25'56"3        | 66º       |
| 10 km sprint            | Andrejs Rastorgujevs | 3 (1+2)     | 24'34"4        | 24º       |
| 12,5 km inseguimento    | Andrejs Rastorgujevs | 4 (1+0+1+2) | 34'29"3        | 12º       |
| 20 km individuale       | Oskars Muižnieks     | 3 (0+2+0+1) | 52'06"0        | 42º       |
| 20 km individuale       | Andrejs Rastorgujevs | 6 (1+1+3+1) | 53'41"8        | 59º       |
| 15 km partenza in linea | Andrejs Rastorgujevs | 3 (0+1+0+2) | 38'47"4        | 28º       |

### Femminile
La Lettonia ha diritto a schierare una sola atleta in seguito ad aver terminato oltre la ventiduesima posizione del ranking femminile per nazioni della Coppa del Mondo di biathlon 2017.
| Gara               | Atleta        | Penalità    | Tempo d'arrivo | Posizione |
| ------------------ | ------------- | ----------- | -------------- | --------- |
| 7,5 km sprint      | Baiba Bendika | 4 (3+1)     | 23'14"6        | 39ª       |
| 10 km inseguimento | Baiba Bendika | 3 (1+0+2+0) | 33'59"4        | 33ª       |
| 15 km individuale  | Baiba Bendika | 4 (0+1+1+2) | 45'32"8        | 39ª       |

## Bob
La Lettonia ha qualificato nel bob quattro equipaggi: due nel bob a due maschile e altrettanti nel bob a quattro maschile, per un totale di nove atleti(*).
| Gara                   | Equipaggio                                                       | 1ª manche | 2ª manche | 3ª manche | 4ª manche | Totale  | Posizione |
| ---------------------- | ---------------------------------------------------------------- | --------- | --------- | --------- | --------- | ------- | --------- |
| Bob a due maschile     | Oskars Ķibermanis Matīss Miknis                                  | 49"21     | 49"57     | 49"32     | 49"70     | 3'17"80 | 9         |
| Bob a due maschile     | Oskars Melbārdis Jānis Strenga                                   | 49"08     | 49"54     | 49"08     | 49"21     | 3'16"91 |           |
| Bob a quattro maschile | Oskars Ķibermanis Jānis Jansons Helvijs Lūsis Matīss Miknis      | 49"18     | 49"26     | 49"34     | 49"63     | 3'17"41 | 10        |
| Bob a quattro maschile | Oskars Melbārdis Daumants Dreiškens Arvis Vilkaste Jānis Strenga | 48"82     | 49"39     | 48"91     | 49"53     | 3'16"65 | 5         |

(*) Intars Dambis era presente come riserva.

## Pattinaggio di figura
La Lettonia ha qualificato nel pattinaggio di figura due atleti, un uomo e una donna, ai Campionati mondiali di pattinaggio di figura 2017.
| Gara      | Atleta           | Programma corto | Programma corto | Programma libero | Programma libero | Totale | Totale    |
| Gara      | Atleta           | Punti           | Posizione       | Punti            | Posizione        | Punti  | Posizione |
| --------- | ---------------- | --------------- | --------------- | ---------------- | ---------------- | ------ | --------- |
| Maschile  | Deniss Vasiļjevs |                 |                 |                  |                  |        |           |
| Femminile | Diāna Ņikitina   |                 |                 |                  |                  |        |           |

## Pattinaggio di velocità
| Gara   | Atleta         | Tempo   | Tempo   | Tempo   | Posizione |
| ------ | -------------- | ------- | ------- | ------- | --------- |
| 1000 m | Haralds Silovs |         |         |         |           |
| 1500 m | Haralds Silovs | 1'45"25 | 1'45"25 | 1'45"25 | 4º        |

## Short track
La Lettonia ha qualificato nello short track un totale di due atleti, entrambi uomini.

### Uomini
| Gara   | Atleta              | Batterie | Batterie  | Quarti di finale | Quarti di finale | Semifinali | Semifinali | Finale | Finale    |
| Gara   | Atleta              | Tempo    | Posizione | Tempo            | Posizione        | Tempo      | Posizione  | Tempo  | Posizione |
| ------ | ------------------- | -------- | --------- | ---------------- | ---------------- | ---------- | ---------- | ------ | --------- |
| 500 m  | Quota non assegnata |          |           |                  |                  |            |            |        |           |
| 1000 m | Quota non assegnata |          |           |                  |                  |            |            |        |           |
| 1500 m | Quota non assegnata |          |           |                  |                  |            |            |        |           |
| 1000 m | Quota non assegnata |          |           |                  |                  |            |            |        |           |

## Skeleton
La Lettonia ha qualificato nello skeleton tre atleti, due uomini e una donna.
| Gara              | Atleta           | 1ª manche | 2ª manche | 3ª manche | 4ª manche | Totale  | Posizione |
| ----------------- | ---------------- | --------- | --------- | --------- | --------- | ------- | --------- |
| Singolo femminile | Lelde Priedulēna | 52"14     | 52"17     | 52"09     | 52"09     | 3'28"49 | 7ª        |
| Singolo maschile  | Martins Dukurs   | 50"85     | 50"38     | 50"32     | 50"76     | 3'22"31 | 4º        |
| Singolo maschile  | Tomass Dukurs    | 50"88     | 50"58     | 50"65     | 50"63     | 3'22"74 | 5º        |

## Slittino
La Lettonia ha qualificato nello slittino un totale di dieci atleti: tre nel singolo uomini, tre nel singolo donne e quattro nel doppio, ottenendo così anche l'ammissione nella gara a squadre.
| Gara              | Atleta                                              | 1ª manche            | 2ª manche            | 3ª manche          | 4ª manche       | Totale   | Posizione |
| ----------------- | --------------------------------------------------- | -------------------- | -------------------- | ------------------ | --------------- | -------- | --------- |
| Singolo femminile | Kendija Aparjode                                    | 48"103               | 46"927               | 47"296             | non qualificata | 2'22"326 | 22ª       |
| Singolo femminile | Elīza Cauce                                         | 47"458               | 46"477               | 46"624             | 47"092          | 3'07"651 | 16ª       |
| Singolo femminile | Ulla Zirne                                          | 46"471               | 46"409               | 47"327             | 48"895          | 3'07"102 | 12ª       |
| Singolo maschile  | Kristers Aparjods                                   | 47"822               | 47"834               | 47"858             | 47"942          | 3'11"456 | 11º       |
| Singolo maschile  | Artūrs Dārznieks                                    | 48"305               | 48"671               | 48"602             | non qualificato | 2'25"578 | 24º       |
| Singolo maschile  | Inārs Kivlenieks                                    | 48"274               | 48"370               | 48"066             | 48"112          | 3'12"822 | 20º       |
| Gara              | Atleta                                              | 1ª manche            | 1ª manche            | 2ª manche          | 2ª manche       | Totale   | Posizione |
| Doppio            | Oskars Gudramovičs Pēteris Kalniņš                  | 46"890               | 46"890               | 46"317             | 46"317          | 1'33"207 | 14º       |
| Doppio            | Andris Šics Juris Šics                              | 46"336               | 46"336               | 46"106             | 46"106          | 1'32"442 | 6º        |
| Gara              | Atleta                                              | 1ª frazione sing. f. | 2ª frazione sing. m. | 3ª frazione doppio | Totale          | Totale   | Posizione |
| Gara a squadre    | Ulla Zirne Kristers Aparjods Andris Šics Juris Šics | 47"369               | 48"891               | 49"055             | 2'25"315        | 2'25"315 | 6ª        |